# Вуричанский столп
Вуричанский столп, среди местных жителей также употребляется иное название — Русский столп (в.-луж. Wuričanski stołp, Ruski stołp; нем. Auritzer Stele, Russensäule) — исторический памятник на территории серболужицкой деревни Вурицы, которая в настоящее время находится в административных границах Баутцена. Один из старейших серболужицко-немецких двуязычных памятников Лужицы. Внесён в реестр культурных памятников федеральной земли Саксония.
Гранитный столп был установлен около 1790 года лужицким землевладельцем Богумером Арноштом Бемарем, который был потомком лужицких общественных деятелей и лютеранских священнослужителей Яна Бемара и Михала Френцеля. В начале 80-х годов XX столетия распоряжением местных властей столп был демонтирован на две части и закопан около лесопосадки в связи с тем, что мешал производить сельскохозяйственные работы. В 2009 году столп выкопали, отреставрировали и восстановили на прежнем месте. В 2014 году памятник был внесён в реестр культурных памятников федеральной земли Саксония.
Столп, имеющий сечение 35 сантиметров и коническую вершину, весит 1,95 тонн. Его высота составляет 5,35 метров. Около памятника на камне установлена информационная табличка.
На южной стороне столпа находится надпись на верхнелужицком языке и на северной — аналогичная надпись на немецком языке:

Boj so Boha, česć wyšnosć, lubuj bratrow a wobarnuj swoju dušu, zo by na škodu njemysliła (Бойся Бога, чти власть, люби ближних и храни свою душу, чтобы она не сожалела о содеянном).